# DFB-Pokal 2024-2025
La DFB-Pokal 2024-2025 è stata la 82ª edizione della Coppa di Germania. È iniziata il 16 agosto 2024 e si è conclusa il 24 maggio 2025 con la vittoria dello Stoccarda, alla quarta affermazione nella sua storia.

## Calendario
| Turno            | Sorteggio        | Partite                                      |
| ---------------- | ---------------- | -------------------------------------------- |
| Primo turno      | 1 giugno 2024    | 16-19 agosto e 27-28 agosto 2024             |
| Secondo turno    | 1 settembre 2024 | 29-30 ottobre 2024                           |
| Ottavi di finale | 3 novembre 2024  | 3-4 dicembre 2024                            |
| Quarti di finale | 15 dicembre 2024 | 4-5 febbraio e 25-26 febbraio 2025           |
| Semifinali       | 2 marzo 2025     | 1-2 aprile 2025                              |
| Finale           | 2 marzo 2025     | 24 maggio 2025 all'Olympiastadion di Berlino |

## Squadre partecipanti
La competizione si svolge su sei turni ad eliminazione a gara secca. Sono 64 le squadre qualificate al torneo:
| Bundesliga tutte le squadre dell'edizione 2023-2024 | 2. Bundesliga tutte le squadre dell'edizione 2023-2024 | 3. Liga le prime 4 classificate dell'edizione 2023-2024   | Rappresentanti regionali 24 club vincitori delle coppe organizzate dai 21 comitati regionali della DFB nella stagione 2023-2024, più un club aggiuntivo a testa per i 3 comitati con più squadre qualificate. |
| - Augusta - Union Berlino - Bochum - Werder Brema - Darmstadt - Borussia Dortmund - Eintracht Francoforte - Friburgo - Heidenheim - Hoffenheim - Colonia - RB Lipsia - Bayer Leverkusen - Magonza - Borussia M'gladbach - Bayern Monaco - Stoccarda - Wolfsburg | - Eintracht Braunschweig - Hertha Berlino - Fortuna Düsseldorf - Elversberg - Greuther Fürth - Amburgo - Hannover 96 - Kaiserslautern - Karlsruhe - Holstein Kiel - Magdeburgo - Norimberga - Osnabrück - Paderborn - Hansa Rostock - Schalke 04 - St. Pauli - Wehen | - Ulma - Preußen Münster - Jahn Ratisbona - Dinamo Dresda | - Baden settentrionale - Sandhausen - Baviera - Ingolstadt 04 - Kickers Würzburg - Berlino - Viktoria Berlino - Brandeburgo - Energie Cottbus - Brema - Bremer SV - Amburgo - Teutonia Ottensen - Assia - Kickers Offenbach - Meclemburgo-Pomerania Anteriore - Greifswalder FC - Renania centrale - Alemannia Aquisgrana - Renania meridionale - Rot-Weiss Essen - Bassa Sassonia - Meppen - Hildesheim - Renania-Palatinato - Coblenza - Saarland - Saarbrücken - Sassonia - Erzgebirge Aue - Sassonia-Anhalt - Hallescher - Schleswig-Holstein - Phönix Lubecca - Baden meridionale - Villingen - Sud ovest - Schott Magonza - Turingia - Carl Zeiss Jena - Vestfalia - Arminia Bielefeld - Sportfreunde Lotte - Württemberg - Aalen |

## Primo turno
| Squadra 1              | Risultato       | Squadra 2             |
| ---------------------- | --------------- | --------------------- |
| 16 agosto 2024         |                 |                       |
| Kickers Würzburg       | 2 - 2 (3-5 dtr) | Hoffenheim            |
| Hallescher             | 2 - 3 (dts)     | St. Pauli             |
| Wehen                  | 1 - 3 (dts)     | Magonza               |
| Ulma                   | 0 - 4           | Bayern Monaco         |
| 17 agosto 2024         |                 |                       |
| Schott Magonza         | 0 - 2           | Greuther Fürth        |
| Erzgebirge Aue         | 1 - 3           | Borussia M'gladbach   |
| Greifswalder FC        | 0 - 1           | Union Berlino         |
| Aalen                  | 0 - 2           | Schalke 04            |
| Ingolstadt 04          | 1 - 2           | Kaiserslautern        |
| Rot-Weiss Essen        | 1 - 4           | RB Lipsia             |
| Osnabrück              | 0 - 4           | Friburgo              |
| Villingen              | 0 - 4           | Heidenheim            |
| Arminia Bielefeld      | 2 - 0           | Hannover 96           |
| Phönix Lubecca         | 1 - 4           | Borussia Dortmund     |
| Alemannia Aquisgrana   | 2 - 3           | Holstein Kiel         |
| 18 agosto 2024         |                 |                       |
| Viktoria Berlino       | 1 - 4           | Augusta               |
| Saarbrücken            | 1 - 1 (3-5 dtr) | Norimberga            |
| Bremer SV              | 0 - 4           | Paderborn             |
| Hansa Rostock          | 1 - 5           | Hertha Berlino        |
| Jahn Ratisbona         | 1 - 0           | Bochum                |
| Sandhausen             | 2 - 3 (dts)     | Colonia               |
| Hildesheim             | 0 - 7           | Elversberg            |
| Teutonia Ottensen      | 1 - 3           | Darmstadt             |
| Sportfreunde Lotte     | 0 - 5           | Karlsruhe             |
| Dinamo Dresda          | 2 - 0           | Fortuna Düsseldorf    |
| Meppen                 | 1 - 7           | Amburgo               |
| 19 agosto 2024         |                 |                       |
| Energie Cottbus        | 1 - 3           | Werder Brema          |
| Kickers Offenbach      | 2 - 1           | Magdeburgo            |
| Coblenza               | 0 - 1           | Wolfsburg             |
| Eintracht Braunschweig | 1 - 4           | Eintracht Francoforte |
| 27 agosto 2024         |                 |                       |
| Preußen Münster        | 0 - 5           | Stoccarda             |
| 28 agosto 2024         |                 |                       |
| Carl Zeiss Jena        | 0 - 1           | Bayer Leverkusen      |

## Secondo turno
| Squadra 1             | Risultato   | Squadra 2           |
| --------------------- | ----------- | ------------------- |
| 29 ottobre 2024       |             |                     |
| Kickers Offenbach     | 0 - 2       | Karlsruhe           |
| RB Lipsia             | 4 - 2       | St. Pauli           |
| Bayer Leverkusen      | 3 - 0       | Elversberg          |
| Augusta               | 3 - 0       | Schalke 04          |
| Stoccarda             | 2 - 1       | Kaiserslautern      |
| Colonia               | 3 - 0       | Holstein Kiel       |
| Jahn Ratisbona        | 1 - 0       | Greuther Fürth      |
| Wolfsburg             | 1 - 0 (dts) | Borussia Dortmund   |
| 30 ottobre 2024       |             |                     |
| Paderborn             | 0 - 1       | Werder Brema        |
| Hertha Berlino        | 2 - 1       | Heidenheim          |
| Friburgo              | 2 - 1       | Amburgo             |
| Eintracht Francoforte | 2 - 1       | Borussia M'gladbach |
| Hoffenheim            | 2 - 1       | Norimberga          |
| Dinamo Dresda         | 2 - 3 (dts) | Darmstadt           |
| Arminia Bielefeld     | 2 - 0       | Union Berlino       |
| Magonza               | 0 - 4       | Bayern Monaco       |

## Ottavi di finale
| Squadra 1         | Risultato       | Squadra 2             |
| ----------------- | --------------- | --------------------- |
| 3 dicembre 2024   |                 |                       |
| Arminia Bielefeld | 3 - 1           | Friburgo              |
| Jahn Ratisbona    | 0 - 3           | Stoccarda             |
| Werder Brema      | 1 - 0           | Darmstadt             |
| Bayern Monaco     | 0 - 1           | Bayer Leverkusen      |
| 4 dicembre 2024   |                 |                       |
| Wolfsburg         | 3 - 0           | Hoffenheim            |
| Colonia           | 2 - 1 (dts)     | Hertha Berlino        |
| Karlsruhe         | 2 - 2 (4-5 dtr) | Augusta               |
| RB Lipsia         | 3 - 0           | Eintracht Francoforte |

## Quarti di finale
| Squadra 1         | Risultato   | Squadra 2    |
| ----------------- | ----------- | ------------ |
| 4 febbraio 2025   |             |              |
| Stoccarda         | 1 - 0       | Augusta      |
| 5 febbraio 2025   |             |              |
| Bayer Leverkusen  | 3 - 2 (dts) | Colonia      |
| 25 febbraio 2025  |             |              |
| Arminia Bielefeld | 2 - 1       | Werder Brema |
| 26 febbraio 2025  |             |              |
| RB Lipsia         | 1 - 0       | Wolfsburg    |

## Semifinali
| Squadra 1         | Risultato | Squadra 2        |
| ----------------- | --------- | ---------------- |
| 1 aprile 2025     |           |                  |
| Arminia Bielefeld | 2 - 1     | Bayer Leverkusen |
| 2 aprile 2025     |           |                  |
| Stoccarda         | 3 - 1     | RB Lipsia        |

## Finale
| Arbitro: | Christian Dingert (Lebecksmühle) |

|                               |           |                                         |
| Kania 82’ Vagnoman 85’ (aut.) | Marcatori | 15’ Woltemade 22’, 66’ Millot 28’ Undav |